# Фторосульфат иода(III)
Фторосульфат иода(III) — неорганическое соединение
иода и фторсульфоновой кислоты с формулой I(SO3F)3,
жёлтые кристаллы.

## Получение
- Реакция пероксофторида серы и иода:

{\displaystyle {\mathsf {I_{2}+3S_{2}O_{6}F_{2}\ {\xrightarrow {}}\ 2I(SO_{3}F)_{3}}}}

## Физические свойства
Фторосульфат иода(III) образует жёлтые гигроскопичные кристаллы.
Расплавленные образуют бледно-жёлтую гигроскопичную жидкость, склонную к переохлаждению до -196°С.